# Серошовиці
Серошовиці (пол. Sieroszowice) — село в Польщі, у гміні Радваниці Польковицького повіту Нижньосілезького воєводства.
Населення — 484 особи (2011).
У 1975-1998 роках село належало до Легницького воєводства.

## Демографія
Демографічна структура станом на 31 березня 2011 року:
|          | Загалом | Допрацездатний вік | Працездатний вік | Постпрацездатний вік |
| -------- | ------- | ------------------ | ---------------- | -------------------- |
| Чоловіки | 236     | 45                 | 179              | 12                   |
| Жінки    | 248     | 57                 | 150              | 41                   |
| Разом    | 484     | 102                | 329              | 53                   |